# 泉站 (磐城市)

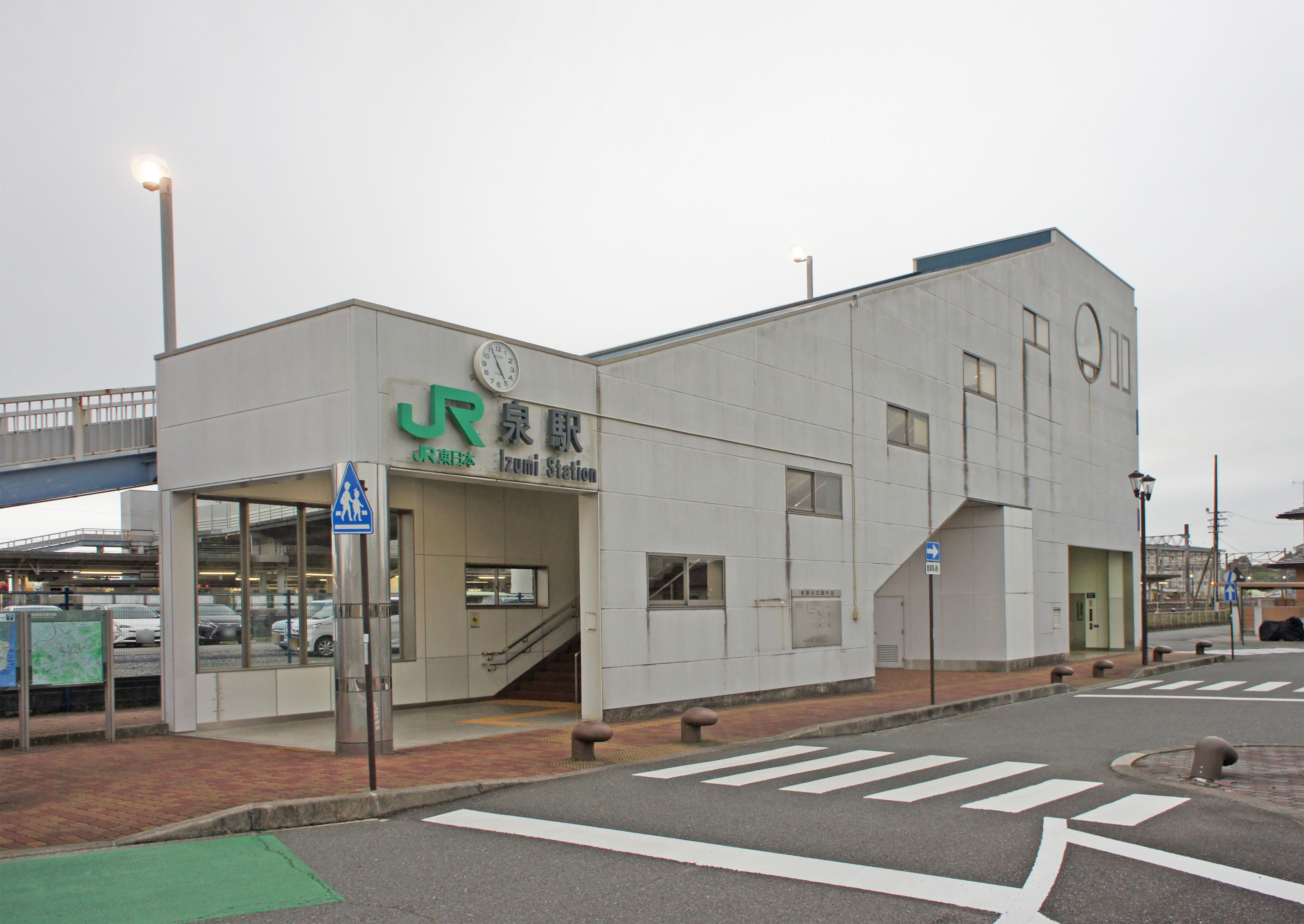
北口（2022年4月）

泉站（日语：／ Izumi eki */?）位于日本福岛县磐城市泉町泷尻，是东日本旅客铁道（JR東日本）和福島臨海鐵道管辖的鐵路車站。

## 历史
- 1897年2月25日 - 作为日本铁道的车站投入运营。
- 1909年10月12日 - 线路名制定，归属常磐线。
- 1972年10月1日 - 福岛临海铁道停止办理客运业务。
- 1987年4月1日 - 国铁分割民营化后成为JR东日本车站。
- 2005年3月18日 - 自动检票闸机投入使用。
- 2006年12月25日：指定席自动售票机投入使用。
- 2006年4月1日 - 日本货物铁道在本站停止办理货运业务。
- 2009年3月14日 - 随着东京近郊区间扩大，开始支持使用Suica。

由于是距离小名滨港最近的车站，也有将车站名字改为小名滨站的呼声。

## 车站结构

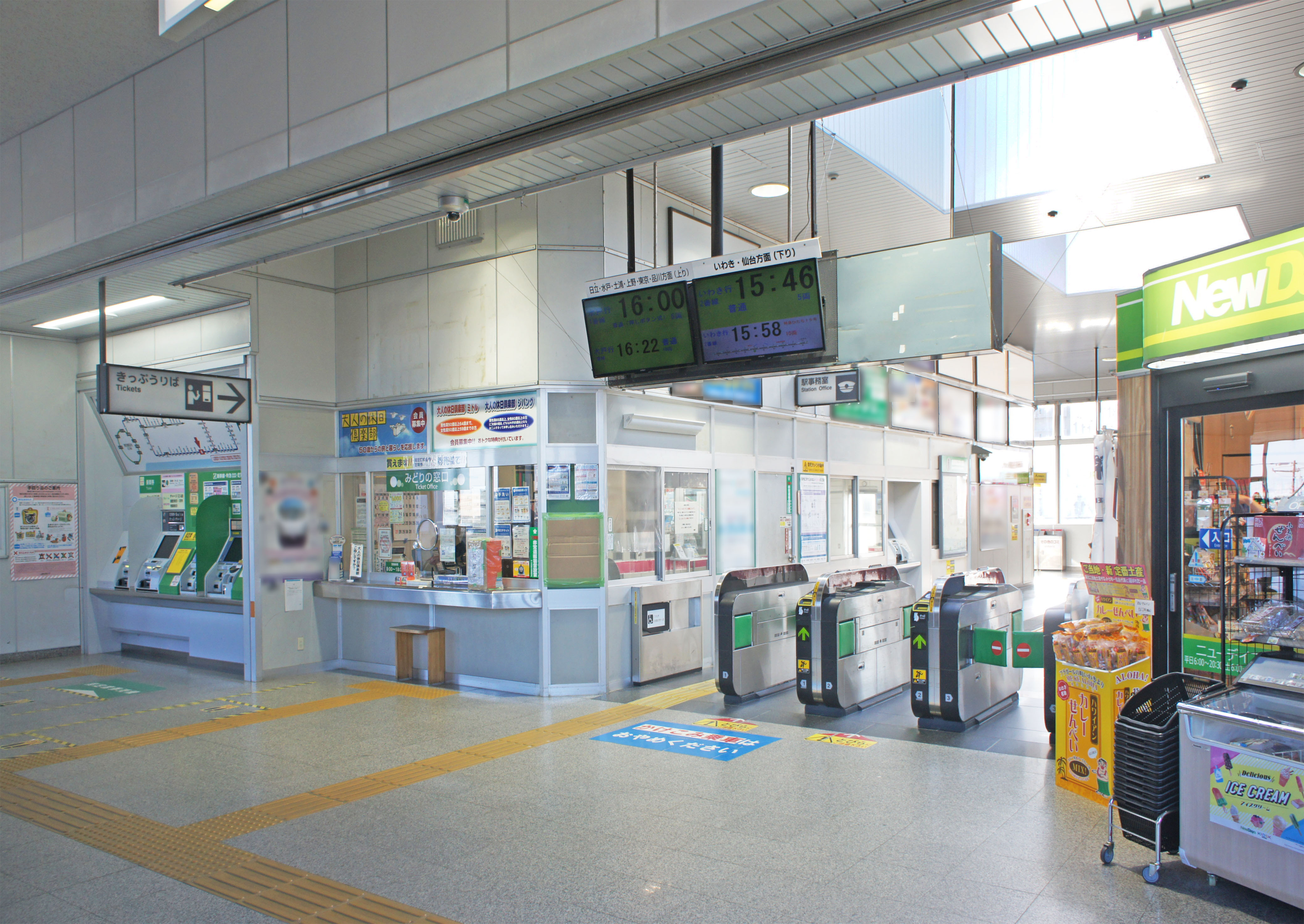
檢票口（2022年2月）

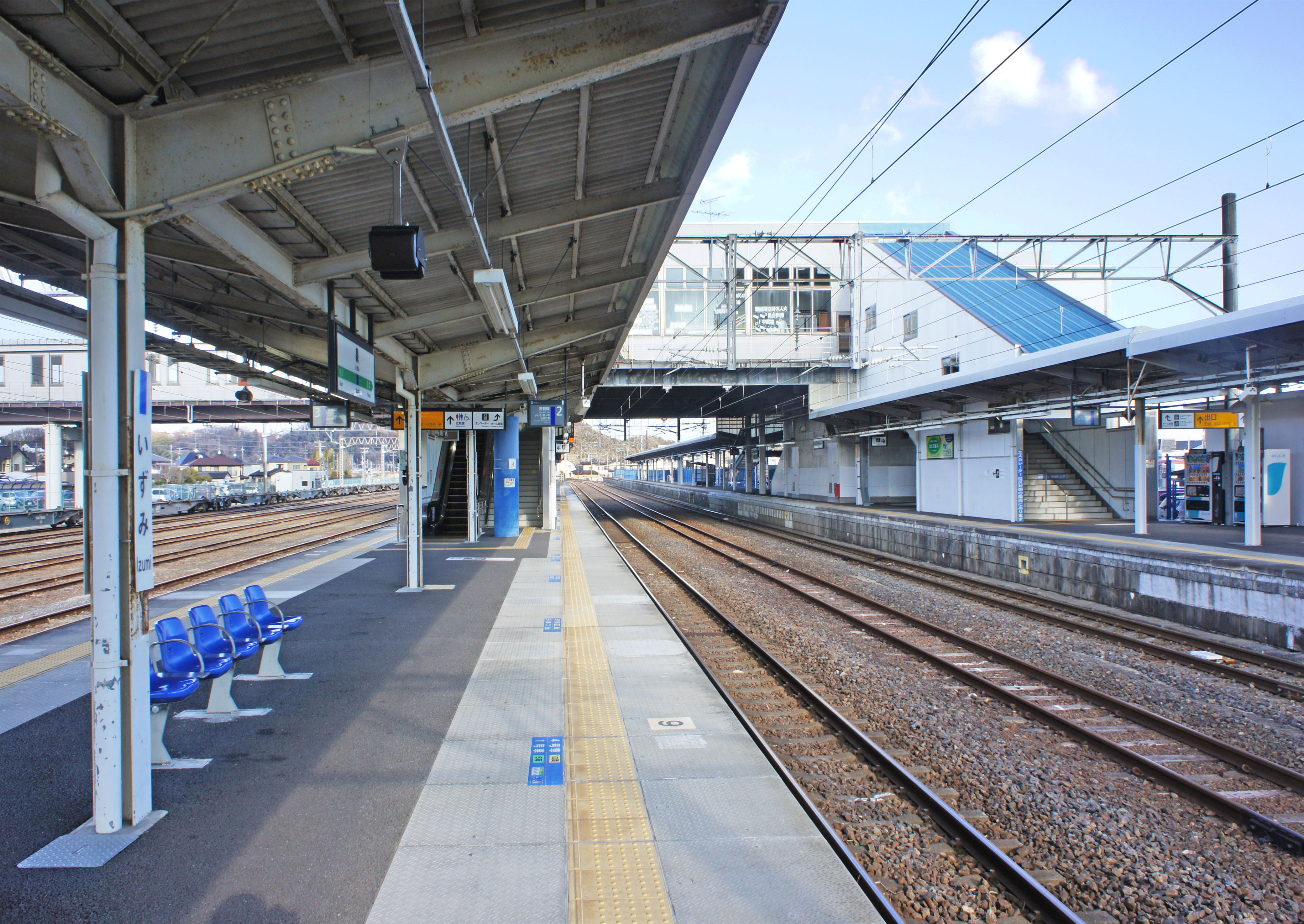
月台（2022年2月）

2台3线构成的地上车站。站房为上跨线式，可以作为北口与南口的连接通道。
本站為直营站，站内设有绿色窗口（营业时间 8:00 - 18:00）、Suica闸机、指定席自动售票机。

### 站台配置
| 站台 | 路线    | 方向 | 目的地         | 参考     |
| ---- | ------- | ---- | -------------- | -------- |
| 1    | ■常磐线 | 上行 | 水户、土浦方向 |          |
| 2    | ■常磐线 | 下行 | 磐城方向       |          |
| 3    | ■常磐线 | 下行 | 磐城方向       | 1日1班次 |

（來源：JR東日本:車站構內圖 （页面存档备份，存于））

## 使用情况
根據JR東日本，2018年度（平成30年度）1日平均上車人次為2,449人。
近年的推移如下表。
| 上車人次推移       | 上車人次推移     | 上車人次推移    |
| 年度               | 1日平均 上車人次 | 來源            |
| ------------------ | ---------------- | --------------- |
| 2000年（平成12年） | 2,289            | [ 利用客数 2 ]  |
| 2001年（平成13年） | 2,291            | [ 利用客数 3 ]  |
| 2002年（平成14年） | 2,276            | [ 利用客数 4 ]  |
| 2003年（平成15年） | 2,209            | [ 利用客数 5 ]  |
| 2004年（平成16年） | 2,130            | [ 利用客数 6 ]  |
| 2005年（平成17年） | 2,072            | [ 利用客数 7 ]  |
| 2006年（平成18年） | 2,089            | [ 利用客数 8 ]  |
| 2007年（平成19年） | 2,111            | [ 利用客数 9 ]  |
| 2008年（平成20年） | 2,101            | [ 利用客数 10 ] |
| 2009年（平成21年） | 2,039            | [ 利用客数 11 ] |
| 2010年（平成22年） | 2,047            | [ 利用客数 12 ] |
| 2011年（平成23年） | 1,928            | [ 利用客数 13 ] |
| 2012年（平成24年） | 2,141            | [ 利用客数 14 ] |
| 2013年（平成25年） | 2,245            | [ 利用客数 15 ] |
| 2014年（平成26年） | 2,256            | [ 利用客数 16 ] |
| 2015年（平成27年） | 2,445            | [ 利用客数 17 ] |
| 2016年（平成28年） | 2,452            | [ 利用客数 18 ] |
| 2017年（平成29年） | 2,425            | [ 利用客数 19 ] |
| 2018年（平成30年） | 2,449            | [ 利用客数 1 ]  |

## 相鄰車站
東日本旅客鐵道（JR東日本）
■常磐线
特急列车“常陸”、“常盤”停车站。
植田－泉－湯本
福島臨海鐵道
福島臨海鐵道本線
泉－*瀧尻－*東邦亞鉛前－**宮下－*水素前－小名濱
刪除線是廢站（*:客運站、**:貨物站）

### 使用情况
1. 1 2  . 東日本旅客鉄道.   [2019-07-12]. （原始内容存档于2019-07-05） （日语）.
2. ↑  . 東日本旅客鉄道.   [2019-03-05]. （原始内容存档于2019-03-28） （日语）.
3. ↑  . 東日本旅客鉄道.   [2019-03-05]. （原始内容存档于2019-03-28） （日语）.
4. ↑  . 東日本旅客鉄道.   [2019-03-05]. （原始内容存档于2019-03-28） （日语）.
5. ↑  . 東日本旅客鉄道.   [2019-03-05]. （原始内容存档于2019-03-28） （日语）.
6. ↑  . 東日本旅客鉄道.   [2019-03-05]. （原始内容存档于2019-03-28） （日语）.
7. ↑  . 東日本旅客鉄道.   [2019-03-05]. （原始内容存档于2019-03-28） （日语）.
8. ↑  . 東日本旅客鉄道.   [2019-03-05]. （原始内容存档于2019-03-28） （日语）.
9. ↑  . 東日本旅客鉄道.   [2019-03-05]. （原始内容存档于2019-03-28） （日语）.
10. ↑  . 東日本旅客鉄道.   [2019-03-05]. （原始内容存档于2019-03-28） （日语）.
11. ↑  . 東日本旅客鉄道.   [2019-03-05]. （原始内容存档于2019-03-28） （日语）.
12. ↑  . 東日本旅客鉄道.   [2019-03-05]. （原始内容存档于2019-03-28） （日语）.
13. ↑  . 東日本旅客鉄道.   [2019-03-05]. （原始内容存档于2019-03-28） （日语）.
14. ↑  . 東日本旅客鉄道.   [2019-03-05]. （原始内容存档于2019-03-22） （日语）.
15. ↑  . 東日本旅客鉄道.   [2019-03-05]. （原始内容存档于2016-03-04） （日语）.
16. ↑  . 東日本旅客鉄道.   [2019-03-05]. （原始内容存档于2019-03-22） （日语）.
17. ↑  . 東日本旅客鉄道.   [2019-03-05]. （原始内容存档于2019-03-22） （日语）.
18. ↑  . 東日本旅客鉄道.   [2019-03-05]. （原始内容存档于2019-03-22） （日语）.
19. ↑  . 東日本旅客鉄道.   [2018-07-06]. （原始内容存档于2019-03-22） （日语）.

## 外部連結
- 車站資訊（泉）：東日本旅客鐵道（日語）